# 수치 미분

도함수의 유한차분 추정

수치 미분(Numerical differentiation) 알고리즘은 수치해석학에서 함수 값과 함수에 대한 기타 지식을 사용하여 수학적 함수 또는 함수 서브루틴의 미분을 추정한다.

## 유한차분
가장 간단한 방법은 유한 차분 근사를 사용하는 것이다.
간단한 2점 추정은 점 (x, f(x)) 및 (x h, f(x h))를 통과하는 가까운 할선의 기울기를 계산하는 것이다. 작은 숫자 h를 선택하면 h는 x의 작은 변화를 나타내며 양수 또는 음수일 수 있다. 이 선의 기울기는 다음과 같다.
{\displaystyle {\frac {f(x+h)-f(x-h)}{2h}}.}

## 같이 보기
- 수치적분
- 수치 분석 소프트웨어 목록